# 许村
许村，是中华人民共和国山西省临汾市霍州市退沙街道下辖的一个村。
许村于2014年11月25日公布为第三批中国传统村落。
许村于2019年1月21日公布为第七批中国历史文化名村。